# 大蒲春河
大蒲春河位于中华人民共和国吉林省抚松县西部，是松江河右岸支流，发源于抚松县北岗镇西南3.5千米处，向西南流至抚松镇鸡冠砬子村海岛屯汇入松江河。河长19.7千米，河道比降1.64‰，总落差274米，流域面积99.4平方千米。年均径流量0.42亿立方米。下游建有蒲春河水电站（装机容量0.64兆瓦）和万良水电站（装机容量0.64兆瓦），蒲春河电站水库还承担抚松县城供水的任务。